# 尚達拉 (阿拉斯加州)
尚達拉（英語：Chandalar, Alaska）是位於美國阿拉斯加州育空-科尤庫克人口普查區的一個非建制地區。該地的面積和人口皆未知。

## 地理
尚達拉的座標為67°15′05″N 148°10′34″W / 67.25139°N 148.17611°W，而該地的平均海拔高度為571米（即1873英尺）。